# Yanna

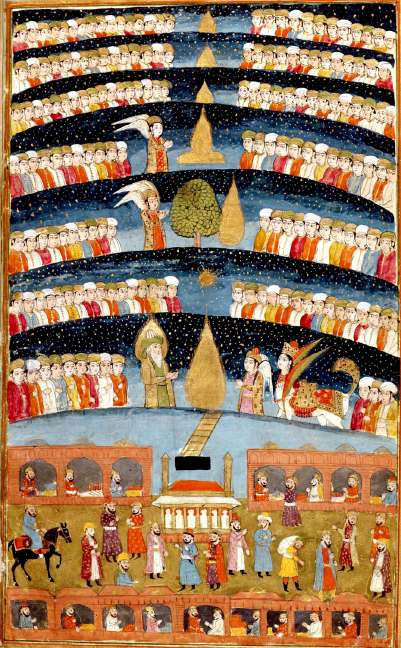
Representación artística del "Paraíso de Mahoma". Una miniatura persa de La historia de Mahoma, Biblioteca Nacional de Francia, París.

La Yanna (en árabe جنّة, literalmente jardín) es el paraíso islámico y aparece nombrado 147 veces en el Corán. Creer en el más allá es uno de los seis artículos de fe según los sunitas y los imamíes y es un lugar donde los creyentes (mumin) disfrutarán de los placeres, mientras que los infieles (kafir) sufrirán en el Yahannam, el infierno islámico. Según el Corán, la Yanna consta de siete niveles, y el más alto es el séptimo: el Firdaws (en árabe: فردوس) donde morarán los profetas, los mártires y la gente más veraz y piadosa.
Según la escatología islámica, las almas residirán allí desde la resurrección que ocurrirá tras el Yawm al-Qiyama. La Yanna es descrita como un lugar paradisíaco con jardines, bellas huríes, vino que no produce secuelas y placeres divinos. El placer en cuestión variará según la rectitud de la persona, de acuerdo a sus hechos en la vida terrenal.Las características de la Yanna suelen ser las contrarias al Yahannam, los placeres y deleites de la Yanna descritos en el Corán se corresponden con los dolores y los horrores del Yahannam. 
La Yanna también era la morada de Adán y Eva antes de su expulsión.

## Terminología
El término Yanna aparece frecuentemente en el Corán (2:30, 78:12) y se traduce a menudo como "cielo" en el sentido de recompensa tras la muerte para los creyentes. Otro término,  سماء samāʾ, también común en el Corán, es traducido como "cielo", aunque en el sentido del cielo astronómico o la esfera celestial.
Yanna también se traduce como "paraíso", aunque también existe otro término más directo: Firdaws, el vocablo literal que fue prestado de la palabra persa Pardis, de donde viene la palabra en castellano "paraíso". La palabra Firdaws se encuentra en el Corán 18:107 y 23:11 y también designa el mayor nivel del paraíso.
En oposición a la Yanna, las palabras Yahannam, an-Nar, yaheem, saqar y otros término se usan para referirse al infierno.

## Habitantes

Diagrama del "Plano de la Asamblea" (Ard al-Hashr) del Día del Juicio Final, del manuscrito Futuhat al-Makkiyya del místico sufí y filósofo musulmán Ibn Arabi, c. 1238. Se muestra el 'Arsh (Trono de Dios), los púlpitos para los honrados (al-Aminun), siete filas de ángeles, Gabriel (al-Ruh), A'raf (la Frontera), la Fuente de la Abundancia, al-Maqam al-Mahmud (donde Mahoma intercederá por los justos), Mizan (la Balanza), As-Sirāt (el Puente), Jahannam (Infierno), and Marj al-Jannat (Llanuras del Paraíso).

El Corán especifica que aquellos que quieran habitar en la Yanna "deben reprimirse de hacer el mal, acometer su deber, creer en las revelaciones de Dios, hacer buenas obras, ser honrado, penitente, atento y contrito de corazón, aquellos que alimenten al necesitado y a los huérfanos y que sean prisioneros de la voluntad de Dios". Otra fuente destaca que para la salvación en el más allá hay que seguir los artículos de la fe: creer en un único Dios (tawḥīd), ángeles, las escrituras reveladas y mensajeros, así como subordinarse a Dios y hacer buenas obras (amal salih). Todas estas doctrinas se aplican bajo la doctrina de que la salvación eterna solo puede ser obtenida bajo el juicio de Dios.

### Genios, ángeles y demonios
La idea de que tanto los genios (jinn) como los humanos pueden alcanzar la salvación está muy aceptada, basado en el Corán 55:74 donde a los salvados se les proporcionará doncellas "nunca tocadas por otro hombre o genio", sugiriendo, según otros expertos clásicos como al-Suyuti y Muhammad Baqir Maylisi, que los genios también tienen sus propias huríes en el paraíso. Como los humanos, su destino depende de que sigan la guía de Dios. Por otro lado, los ángeles, ya que no albergan deseo y no tienen tentaciones, su trabajo en el paraíso es servir a los bendecidos (humanos y genios) guiándolos, oficiando matrimonios, mandando mensajes, etc. Los demonios no pueden regresar al paraíso, ya que las escrituras islámicas declaran que su padre, el ángel caído Iblís, fue expulsado, pero nunca sugiere que él o sus descendientes fueran perdonados o se les prometiera regresar.
El destino escatológico de estas criaturas está resumido en una tradición profética: "Un tipo de estos seres habita en el Paraíso, y estos son los ángeles; otros residen en el Infierno, y estos son los demonios; y otro tipo será dividido entre el Paraíso y el Infierno, y estos son los genios y los humanos".

### Salvación de los no musulmanes
Los eruditos musulmanes no se ponen de acuerdo sobre los criterios para la salvación de los musulmanes y no musulmanes. A pesar de que la mayoría aceptan que los musulmanes serán finalmente salvados, los shahids (mártires) que mueran en batalla, accederán directamente al paraíso tras su muerte. En cuanto a los no musulmanes, no hay consenso.
Los expertos islámicos que están a favor de que los no musulmanes accedan al paraíso citan el verso:
"De hecho, los creyentes, judíos, cristianos y sabianos, aquellos que crean en Alá y en el Último Día y hagan el bien, tendrán su recompensan con su Señor. Y no existirá el miedo para ellos ni se entristecerán".
Aquellos que se muestran contrarios a la salvación de los no musulmanes, relatan que este verso fue puesto en práctica solo hasta la llegada de Mahoma, tras lo cual fue derogado con otro verso:
"Cualquiera que busque otro sendero que no sea el Islam, nunca será aceptado por ellos y en el más allá estará entre perdedores".
Históricamente, la escuela teológica Ashariyyah fue conocida por tener una visión optimista de la salvación de los musulmanes, pero una perspectiva muy pesimista para aquello que oyeron hablar de Mahoma y aun así lo rechazaron. El maturidismo también acepta que los pecadores musulmanes también entrarán al paraíso, aunque no se especifica si serán únicamente los musulmanes o se incluye a los no musulmanes. La escuela Mu'tazili considera que el libre albedrío y el individualismo son necesarios para la justicia divina, aunque rechazan la idea de intercesión (Shafa'a) por Mahoma en favor de los pecadores. Contrariamente a otras escuelas, creen que la Yanna y el Yahannam serán creados solo después del Día del Juicio Final. Como la mayoría de los suníes, los chiíes creen que todos los musulmanes irán finalmente a la Yanna, y como la escuela Ashariyyah, creen que los no creyentes irán al infierno, pero los ignorantes del Islam aunque "leales a su propia religión", no acabarán en el infierno. Los eruditos modernos Muhammad Abduh y Rashid Rida rechazan la idea de que las Gentes del Libro sean excluidas de la Yanna, refiriéndose a otro verso.
"¡La gracia divina no depende de vuestros deseos o de las Gentes del Libro! Cualquiera que haga el mal, será recompensado acordemente, y no hallarán protector o ayuda en Alá. Pero quienes hagan el bien, ya sea hombre o mujer, y tengan fe, entrarán en el Paraíso y nunca serán agraviados ni siquiera como la semilla de un dátil".

## Descripción
Las descripciones del paraíso se detallan en el Corán y el Hadiz. Está rodeado por ocho puertas principales y cada nivel que está dividido a su vez en otros cien. El nivel más alto se conoce como Firdaws, los que vivieron con humildad y los piadosos. Todos serán recibidos por los ángeles con saludos de paz.

### Placeres
Los textos islámicos describen una vida inmortal para sus habitantes, feliz, sin daño, dolor, miedo o vergüenza, donde se satisface cada deseo. Las tradiciones aseguran que todos serán de la misma edad (33 años) y de la misma estatura. Su vida estará llena de venturas incluyendo trajes lujosos, joyas y perfumes, participando en banquetes exquisitos servidos en vajillas sin precio por jóvenes inmortales y descansando en divanes adornados con oro y piedras preciosas. Los alimentos mencionados incluyen carnes y vinos aromáticos que no embriagan ni inclinan a las peleas. Los residentes en la Yanna se regocijarán con la compañía de sus padres, esposos, e hijos (siempre que hayan sido admitidos al paraíso), conversando y recordando el pasado. Los textos también mencionan a las huríes, creadas en la perfección, con las cuales compartir las alegrías carnales: "un placer cientos de veces mayor que el terrenal".
Las viviendas serán agradables, con amplios jardines, valles sombreados y fuentes perfumadas con alcanfor y jengibre, habrá ríos de agua, leche, miel y vinos, frutas deliciosas de todas las estaciones sin espinas y pabellones llenos de huríes. Un día en el paraíso se considera igual a mil días en la tierra. Los palacios serán de oro, plata y perlas, entre otros materiales, y también habrá caballos y camellos de "blancura deslumbrante", junto con otras criaturas. Se describen grandes árboles y montañas hechas con almizcle, entre las que los ríos fluyen por valles de perlas y rubíes.

#### Placeres no físicos
Mientras que el Corán está lleno de descripciones "gráficas" de los "placeres físicos" para los habitantes del Jardín, también relata que la "aceptación [riḍwān] de Dios" sentida por los habitantes "es mayor" que el placer de los Jardines (Corán 9:72), la belleza del paraíso, la mayor de las recompensas, sobrepasa todos los disfrutes.A pesar de las grandes viviendas dadas a los habitantes del paraíso, la unión con Dios (Alá) será mayor que en la vida terrenal. Según el Corán, Dios elegirá periodos en los que se estará cerca de su trono (arsh), días en los cuales "algunas caras brillarán al contemplar a su Señor". La visión de Allah será la mayor de todas las recompensas, sobrepasando al resto de placeres.
Mahoma guiará a los hombres, mientras su hija Fátima hará lo propio con las mujeres al acercarse al Trono, "descrito como una inmensa explanada de almizcle. Al "descubrirse el velo de luz ante el Trono, Dios aparece con el resplandor de la Luna llena, y Su voz se puede oír diciendo: la Paz sea contigo".
Algunos hadices incluyen historias donde los salvados disfrutan de un gran banquete donde "Dios mismo está presente ofreciendo a sus fieles manjares amasados en una especie de pancake". En otras fuentes, Dios personalmente invita a los habitantes de la Yanna "a visitarlo cada viernes".

#### Huríes
Los hombres tendrán huríes en el Paraíso, vírgenes acompañantes de la misma edad, de ojos grandes y bellos. Las huríes a menudo han tenido "grandes descripciones" por escritores escatológicos islámicos tardíos. El Corán también relata que los salvados "tendrán esposos puros", sin indicar el género, acompañados de los hijos que no hayan ido al Yahannam y serán atendidos por jóvenes varones con apariencia inmaculada de una perla protegida.
A pesar de las descripciones coránicas, las huríes se han representado como mujeres que acompañarán a los fieles musulmanes en el Paraíso. Los eruditos discrepan sobre si son mujeres creyentes o creaciones separadas, decantándose la mayoría por lo segundo.

### Geografía

#### Niveles
| Niveles de la Yanna según varios expertos (en orden descendiente) | Niveles de la Yanna según varios expertos (en orden descendiente) |
| al-Suyuti                                                         | Kitāb aḥwāl al-qiyāma                                             |
| ----------------------------------------------------------------- | ----------------------------------------------------------------- |
| al-firdaws (Paraíso)                                              | jannāt ʿadn ("jardín del Edén") perla blanca                      |
| jannat al-na'im ("jardín de la felicidad")                        | jannat al-firdaws oro rojo                                        |
| jannat al-ma'wa ("jardín del refugio")                            | Jannat al na'īm ("jardín de la felicidad") plata blanca           |
| jannat 'adn ("jardín del Edén")                                   | jannat al-khuld ("jardín de la eternidad") coral amarillo         |
| dar al-khuld ("hogar de la eternidad")                            | jannat al-ma'wan ("jardín del refugio") crisolita verde           |
| dar al-salam ("hogar de la paz")                                  | dar al-salam ("hogar de la paz") zafiro rojo                      |
| dar al-jalal ("hogar de la gloria")                               | dar al-jinān ("hogar del jardín") perla blanca                    |
| Fuente: al-Suyuti;: 131                                           | Fuente: Kitāb aḥwāl al-qiyāma                                     |

Muchas fuentes coinciden en que el paraíso tiene varios niveles. Una fuente conservadora salafista relata un hadiz donde Mahoma apacigua a la madre de un mártir: "Oh Umm Haarithat, hay jardines en el Paraíso y tu hijo ha obtenido el mayor Firdaws", indicando una jerarquía de niveles, aunque se desconoce cuántos. Basándose en algunas sugerencias escritas, los expertos han descrito "una detallada estructura" del Paraíso, aunque hay más hipótesis y no todas las tradiciones albergan la misma imagen.
Por ejemplo, en el Corán 23:17 dice "Crearemos sobre ti siete caminos [Ṭarā'iq]", por lo que se ha descrito un cielo con siete niveles, algo que coincide con la cosmogonía de Oriente Medio desde los comienzos de Babilonia. Sin embargo, otros expertos insisten en que la Yanna alberga "ocho capas o reinos", ya que el Corán asigna "ocho nombres distintos para la residencia de los bendecidos".
Algunas descripciones de la Yanna o el Jardín indican que las zonas más grandes y espaciosas del Jardín, el Firdaws, que se encuentra justo bajo el Trono y es el lugar desde donde fluyen los cuatro ríos del Paraíso. Otros declaran que la parte más elevada es el Jardín del Edén o 'Iliyi y que es el segundo nivel desde lo más alto.
Otra posibilidad es que existan cuatro reinos separados de los bendecidos, cada uno con un Firdaws o Edén en su cumbre. Esto se basaría en la sura 55, que habla de dos jardines. Además, otros proponen que los siete niveles del Corán son siete cielos, sobre los cuales se encuentra el Jardín o la residencia de la felicidad, mientras que otros conciben el paraíso como una entidad con muchos nombres. Por último, otra versión de esta conceptualización nivelada del Jardín describe el nivel más alto del cielo como un lugar donde sus habitantes pueden oír el sonido del trono de Dios por encima. Este es el lugar donde habitan los mensajeros, profetas, imanes y mártires. Al-Suyuti y el Kitāb aḥwāl al-qiyāma dan nombres a estos niveles que no siempre coinciden (véase la tabla a la derecha).

#### Ríos
Algunos hadices nombran cuatro ríos del paraíso o que provienen de él: el Sir Daria, el Amu Daria, el Éufrates y el Nilo. Salsabil es el nombre de un manantial que es la fuente de los ríos Rahma (misericordia) y Al-Kawthar (abundancia). Sidrat al-Muntaha es un árbol de loto que marca el final del séptimo cielo, la frontera que ningún ángel o humano puede cruzar. Mahoma habría cogido una granada de la Yanna y la habría compartido con Alí, según describe Nasir al-Din al-Tusi. Sin embargo, otros expertos como Al-Ghazali, rechazan que Mahoma tomara la fruta, argumentando que únicamente tuvo una visión.

#### Puertas
Existen dos versos del Corán (7:40 y 39:73) que mencionan puertas como entradas al paraíso, aunque se desconoce cuántas son o sus nombres.
- "No se le abrirán las puertas del cielo a aquellos que rechacen nuestros signos y los traten con arrogancia" (Corán 7:40).
- "Y aquellos que mantengan su deber con el Señor serán llevados al Paraíso […] y sus puertas serán abiertas (Corán 39:73).

Al igual que en el caso de los niveles de la Yanna, fuentes más tardías elaboran tablas con los diferentes nombres y funciones de las puertas, aunque no coinciden en todos los detalles.
Según la tradición, cada nivel de las ocho puertas principales del Paraíso se divide a su vez en cien grados custodiados por ángeles (en algunas tradiciones Ridwan). El nivel más alto es firdaws, a veces denominado Edén o Illiyin.
A la Yanna se accede verticalmente a través de sus puertas (Corán 7:40), por escaleras (ma'arij) (Corán 70:3) o cuerdas del cielo (asbab). Sin embargo, solo seres especiales como ángeles y profetas pueden entrar. Iblís (Satanás) y los demonios están encerrados por ángeles que les tiran estrellas cada vez que intentan acceder al cielo (Corán 37:6-10). Al contrario que muchas interpretaciones cristianas del cielo, Dios (Alá) no reside en el paraíso.

## Acceso a la Yanna
Según el Corán, los criterios básicos para la salvación en el Más allá son la creencia en un solo Dios, en el Juicio Final, en las Escrituras y en todos los mensajeros de Alá, así como la creencia de que Mahoma es el profeta de Alá. Aunque uno debe creer en Alá y realizar buenas acciones, la salvación se puede lograr solamente con la misericordia de Alá: los musulmanes creen que sólo Él, en su insondable e incuestionable voluntad, es quien determinará la entrada en la Yanna y es sólo por su gracia por lo que los devotos musulmanes esperan ser recompensados al final de sus días en la tierra, plazo fijado por Alá. 
El Corán también afirma que los que rechazan a los anbiyâ (plural de nabí) serán malditos en la otra vida (véase Itmam al-hujjah).
Según el Islam todos los seres humanos nacen sin pecado, así que los niños que murieron antes de la pubertad, momento en que son plena y legalmente responsables (mukallaf), entrarán en el Paraíso independientemente de la fe de sus padres y el entorno en el que hayan nacido, según la fórmula que dice Venimos de Alá y a Él regresaremos.

## Nombres coránicos del Paraíso
- Al Wasilah — Edén, los jardines del paraíso. (al-Kahf:107, al-Mu'minūn:11)
- Dār al-maqāma — El hogar (Fātir:35)
- Dār al-salām — Hogar de paz (Yūnus:25)
- Dār al-ajira — El último hogar (al-‘Anqabūt:64)
- al-Yanna — El jardín. Es el término más usado en el Corán y hadices. (al-Baqarah:35, Āl ‘Imrān:133 a 142, al-Mā’idah:72)
- Yannat al-‘adn — Jardines de la dicha eterna (al-Tawbah:72, al-Ra’d:23)
- Yannat al-khuld — Jardines eternos (al-Furqān:15)
- Yannat al-ma’wá — Jardines de la morada (al-Najm:15)
- Yannat al-na‘īm — Jardines del placer (al-Mā'idah:65, Yūnus:9, al-Hajj:56)
- Maq‘ad al-ṣidq — Asamblea de la verdad (al-Qamar:55)
- al-Maqām al-amīn — La casa de la seguridad (al-Dukhān:51)